# Hunahpu Valles
Le Hunahpu Valles sono una struttura geologica della superficie di Plutone.